# Ortsveränderung
Um eine Ortsveränderung handelt es sich, wenn Personen oder Güter den Standort wechseln.

## Allgemeines
Ortsveränderungen sind deshalb die Folge von Aktivitäten. Zu den Aktivitäten gehören insbesondere:
- bei Personen: Arbeiten, Ausbilden, Bringen, Erledigen, Freizeitaktivitäten, Holen oder Wohnen;
- bei Gütern: Entsorgen, Erzeugen, Gewinnen, Lagern, Verarbeiten oder Verteilen.

Die Summe aller Ortsveränderungen wird als Verkehr bezeichnet. Mobilität ist in diesem Zusammenhang die Möglichkeit der Ortsveränderung.
Ortsveränderung ist anders ausgedrückt die Überwindung eines Abstandes. Sie wird direkt durch Personen als Fußgänger oder indirekt mit Hilfe eines Transportmittels bewältigt. Voraussetzung für Ortsveränderungen ist das Vorhandensein von Straßennetz, Schienennetz, Wasserwegen oder Luftkorridoren.
Ortsveränderungen werden durch Entfernung, Häufigkeit, Regelmäßigkeit, Zeitaufwand und zeitliche Verteilung charakterisiert.

## Grund der Ortsveränderungen
Der Fahrtzweck beschreibt den Grund dieser Ortsveränderungen. Als Fahrtbeginn oder Ausgangsort kommen allgemein Wohnung, Arbeitsstätte, Ausbildungsstätte, Urlaubsort, Einkaufsort oder ein sonstiger Ort in Frage. Aus der Kombination zweier dieser Orte ergibt sich der Fahrtzweck. Wird beispielsweise als Fahrtbeginn die Wohnung und als Fahrtziel die Arbeitsstätte ausgewählt, ist der Fahrtzweck der Berufsverkehr. Das Fahrtziel von einem beliebigen Fahrtbeginn zum Urlaubsort ist der Freizeitverkehr.

## Arten
Im Hinblick auf die Art der Ortsveränderung wird unterschieden zwischen:
- Weg: ist die Ortsveränderung von Personen,
- Transport: ist die Ortsveränderung von Personen und/oder Gütern,
- Fahrt: ist die Ortsveränderung von Fahrzeugen,
- Bewegung (Physik): in der Physik die Ortsveränderung mit der Zeit,
- Fortbewegung (Lokomotion): die Ortsveränderung von Lebewesen und
- Beförderung: ist die Ortsveränderung von Personen/Gütern in Transportmitteln.

Quellen und Ziele der Ortsveränderung heißen Verkehrszellen; sie unterteilen das Verkehrsgebiet.
Allgemein in der Physik wird unter Weg der Verlauf des Ortes eines Objektes bei fortschreitender Zeit infolge seiner Bewegung verstanden, ohne das Objekt einzugrenzen.